# Cassave
Pour l’article ayant un titre homophone, voir Kassav'.
Pour le toponyme, voir Carresse-Cassaber#Attestations anciennes.

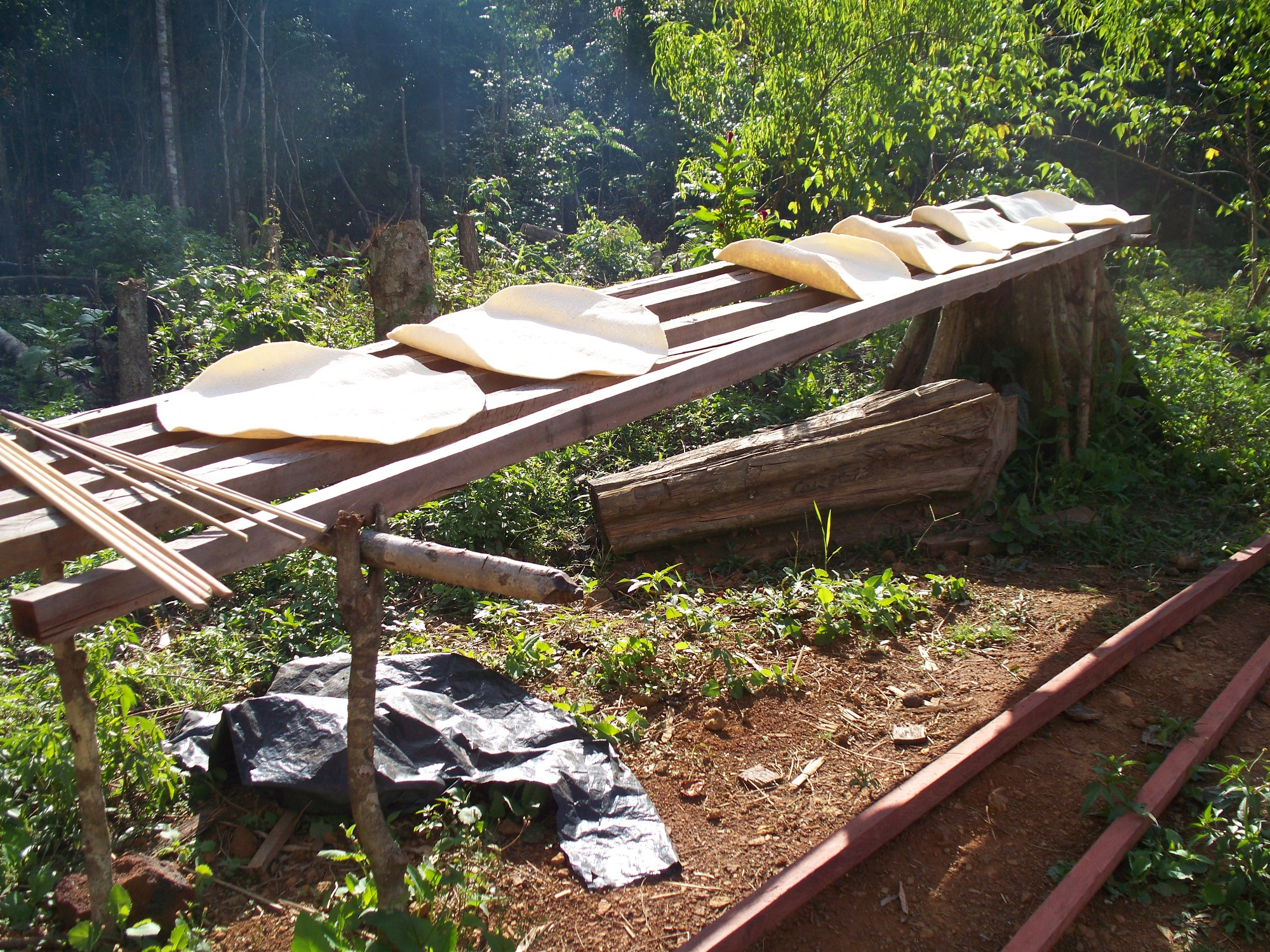
Galettes de cassave mises à sécher sur une claie.

La cassave (casabe en espagnol) est une galette à base de farine de manioc et pourrait être la plus ancienne façon de consommer le manioc. Cette galette réalisée à partir du couac, permet de stocker aisément des aliments et d'en disposer en cas de pénurie.

## Histoire

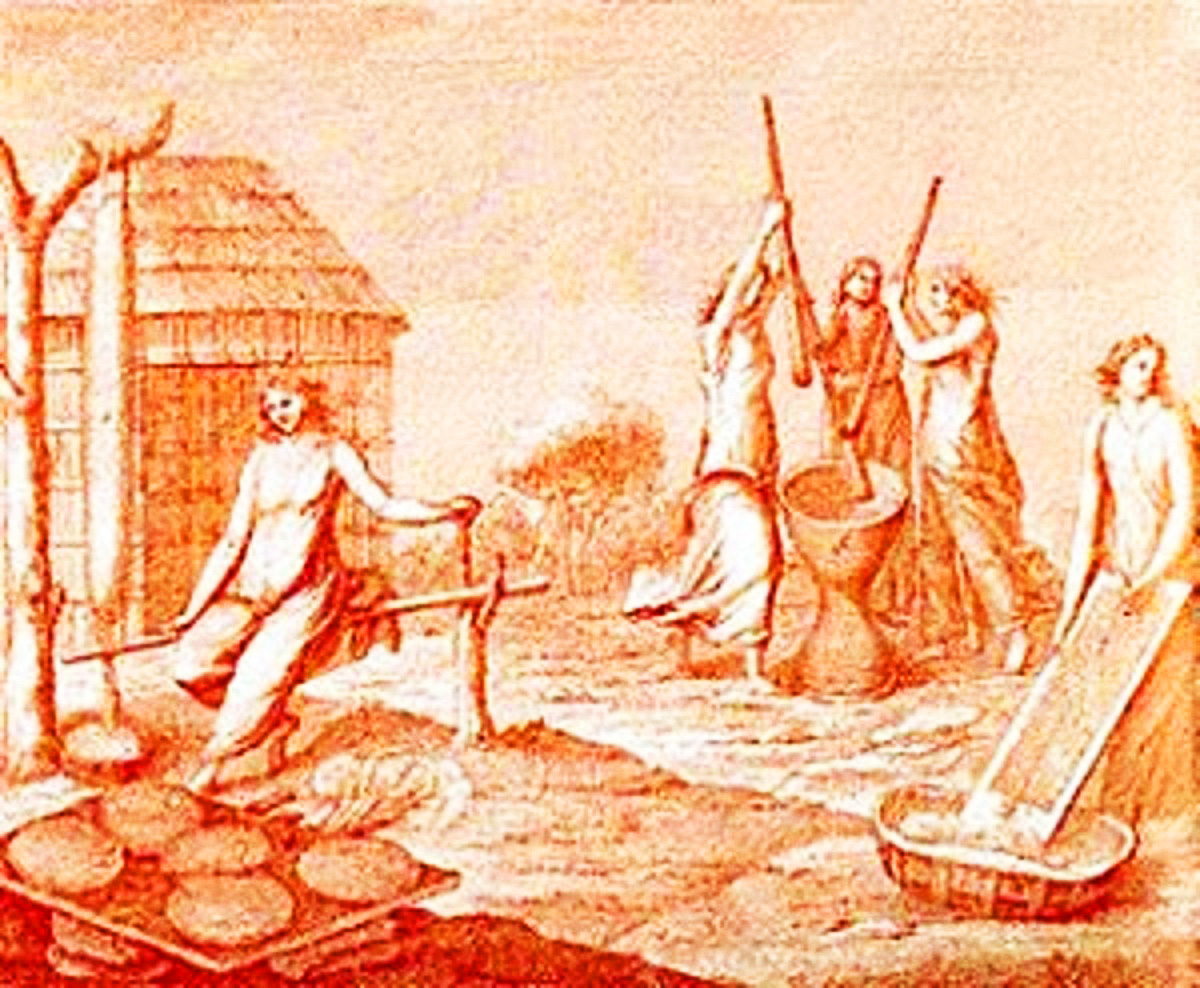
Élaboration de la cassave au XVIIIe siècle.

Le capitaine de navire hollandais Dierick Ruiter, cofondateur avec Willem Usselincxs de la Compagnie néerlandaise des Indes occidentales et l'un des plus farouches opposants au trafic d'esclaves, dans son ouvrage paru en 1623, Le flambeau de la marine, a aussi décrit dans un autre livre de 1623, les côtes de part et d'autre de l'Atlantique et raconté l'usage de galettes en farine  de manioc utilisées pour faire le « pain du Brésil » consommé durant la traversée. Cette farine était très appréciée des indigènes car en Angola, il pousse peu de produits qu'on pourrait employer comme (...) pain.
Mais le manioc (la yuca) est lui beaucoup plus ancien. Les recherches archéologiques ont prouvé qu'il fut primitivement cultivé il y a 4 000 ans au Pérou. Cette culture, spécifique du continent américain, précéda le maïs dans beaucoup de régions. Mais l'alimentation précolombienne s'organisa rapidement autour du maïs et du manioc. Sa racine fut la nourriture des Indiens de l'ère pré-coloniale.
Le manioc fut apporté par les Arawaks et les Caraïbes qui peuplèrent toutes les îles à l'ère pré-colombienne. D'après les historiens, ils faisaient la distinction entre le manioc doux et le manioc amer et le travaillaient au son des ka (tambours).  
Les Espagnols méprisèrent cette denrée et la réservèrent aux esclaves africains, qui en firent leur nourriture de base. Au XVIIIe siècle, se faisait toujours une galette à base de manioc. Ce mets était considéré comme indigeste et immangeable, à tel point que des voyageurs déclaraient :« elle devroit être absolument défendue aux habitans, et il faudroit les empêcher d'en donner pour nourriture aux nègres ». 
La racine du manioc râpée et pressée en galette était mise dans des formes en cuivre ou en fer-blanc calibrées. Elle y était tassée puis on plaçait ces formes dans le four et les retirait aussitôt que la superficie de la racine commençait à roussir. Cela donnait une mauvaise galette à peine cuite sur les bords, à l'intérieur pâteux. Cette galette s'aigrissait en une demi-journée, devenait impossible à mâcher ou à avaler. Au bout de deux jours sa pâte moisissait, ce qui la faisait refuser tant par les esclaves que par les cochons.
Par contre, à la même époque, la cassave se cuisait sur des plaques de fer polies avec du grès. Elles étaient mises sur des fourneaux, assez loin du foyer de la plaque car il suffisait que la cassave soit bien chaude. Les préposés à ce travail se munissaient d'un petit battoir en forme de pelle qu'ils appuyaient sur cette farine afin de rendre la surface uniforme. Quand la cuisson avait solidifié la pâte, la pelle permettait de la retourner facilement. « Plus la cassave est mince, et plus elle est délicate, et devient croquante. Lorsqu'on lui laisse prendre une couleur rousse, elle est plus savoureuse ; ce qui fait que bien des personnes l'aiment mieux telle. Les dames créoles en mangent de préférence au pain de froment, quand elle est sèche, mince et bien unie. Cette espèce de cassave est de la plus grande blancheur, et elle se conserve quinze ans et plus ; elle peut être mise en farine pour faire du pain ».
Le savoir-faire et les pratiques traditionnels liés à la fabrication et à la consommation de la cassave est inscrit sur la liste représentative du patrimoine culturel immatériel de l'humanité par l'UNESCO en 2024 à l'initiative de Cuba, la République dominicaine, Haïti, le Honduras et le Venezuela.

## Description

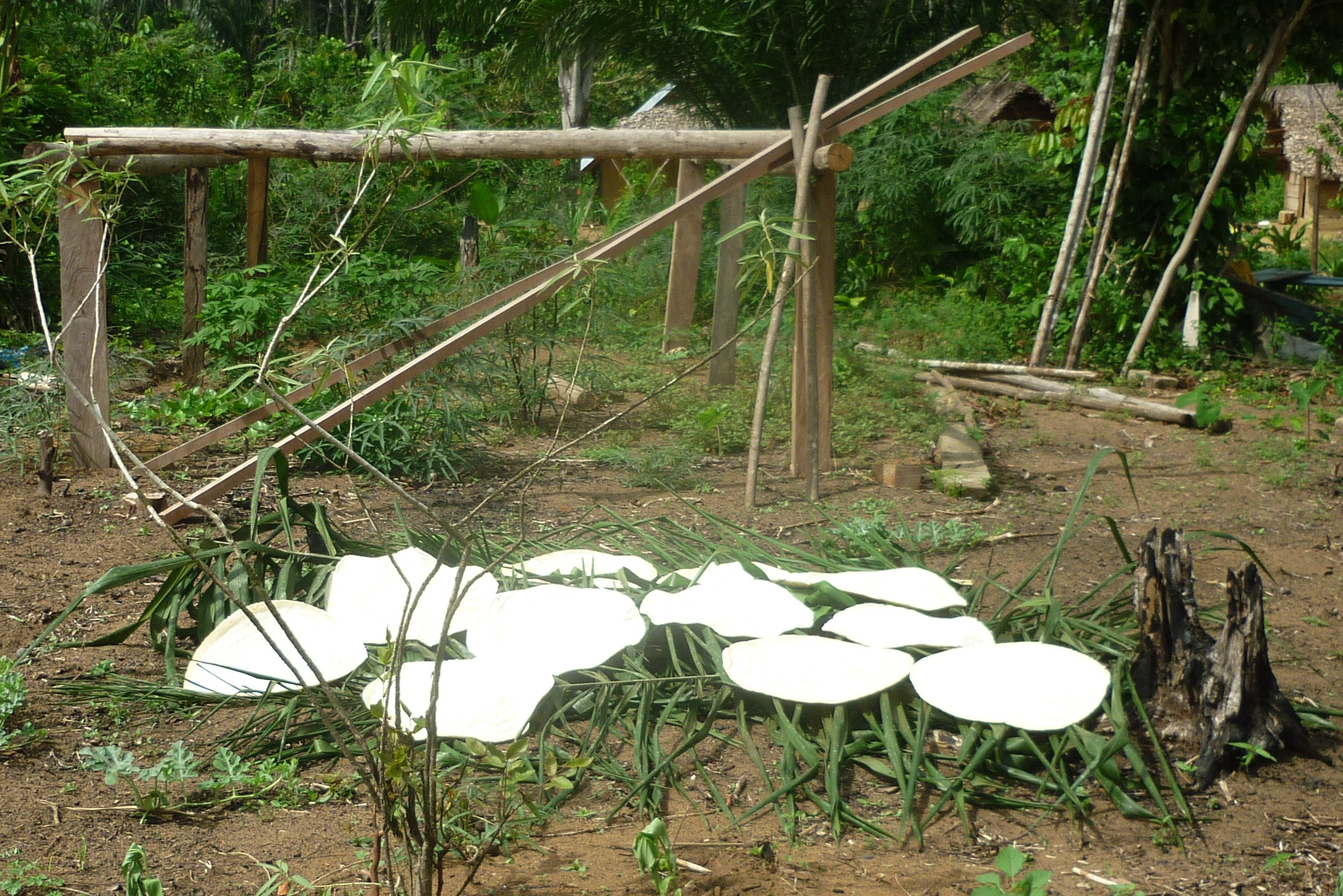
Galettes de cassave séchant sur des tiges de manioc.

La cassave est à base de couac, une farine obtenue par le râpage ou grageage (grajé en créole) de la racine de manioc. Sa pulpe est délayée dans un mélange d'eau et de chaux, tamisée, ensuite, elle est placée soit dans un long boyau de vannerie appelé couleuvre et parfois étiré, ce qui permet d'en extraire le jus, qui est un poison, soit écrasé sur une meule à bras appelée metate, jusqu'à la formation d'une pâte dite masa. Cette pâte est mise alors dans une platine chauffée au bois. Cette technique permet de sécher le produit sans le cuire. Ce travail demande beaucoup d'attention, il faut sans cesse remuer la farine avec une palette de bois, pour l'empêcher de coller au fond de la platine et de se colorer, pour qu'elle puisse rester toujours blanche. Lors de la dernière phase de cuisson, la semoule est amalgamée en une grande galette. Une fois cette pâte séchée, elle est pétrie puis aplatie et étalée sur une plaque appelée comal et posée sur un feu pour la cuire. La cassave est cuite sur les deux faces, la cuisson est rapide et pas trop forte afin que les galettes restent moelleuses. Leur forte teneur en amidon fait qu'en quelques minutes elles deviennent solides.

## Consommation
Cette galette sert « d'assiette comestible ». La cassave est consommée comme du pain pour tartiner ou pour éponger une sauce ou une soupe. Dans les Antilles, les cassaves se consomment fourrées à la chiquetaille de morue ou  au féroce d'avocat, ou encore sucrées à la confiture de coco, avec de la noix de coco râpée, de la pâte de goyave, ou d'un autre fruit. 
Mangée sans garniture, c'est la cassave originelle,. En langue kali'na, la cassave est appelée alepa. La consommation de cassave salée était très pratiquée an tan lontan (avant).

## Une kassaverie en Guadeloupe
Au sud de Basse-Terre, à Capesterre-Belle-Eau, fonctionne une kassaverie fabriquant des cassaves et tous les produits dérivés du manioc. Elle travaille les deux maniocs qui sont transformés en farine et en moussache (fécule de manioc). Le manioc doux n'exige aucun traitement préventif, il se consomme en légume. Le manioc amer renferme un toxique, la manihotoxine, qu'il est facile d'éliminer par la chaleur. La moussache est le produit de la décantation du jus de manioc pressé. Des gâteaux sont fabriqués à partir de la moussache, ils sont très recherchés en Guadeloupe.